# 加冈扬1号
加冈扬1号（英語：Gaganyaan-1）将是印度载人飞船加冈扬号的首次无人测试飞行，计划于2024年12月发射。

## 背景
该任务原定于2020年12月发射，随后推迟至2021年12月，此后因新冠病毒疫情而一再推迟。发射计划最终于2022年4月正式敲定，预计将在测试载具中止任务1号、2号、3号与4号等技术验证任务之后于2024年12月左右发射。2022年4月曾有提议认为本次发射的乘员舱应在任务中保持减压，该提议最终被采纳至最终计划中。
首个“轨道器模组适配器组件”（orbiter module adaptor assembly, OMA，即卫星支架）由基尼科·卡曼复合材料公司（Kineco Kaman Composites）于2023年12月23日交付。该结构呈圆锥形，直径为4米，由碳纤维强化聚合物制成，与设备舱罩和乘员逃生舱相连。随着火箭发动机于2024年2月成功通过鉴定，加冈扬号的首次任务被正式定于2024年12月进行。

## 任务目标
加冈扬1号飞船将在萨迪什·达万航天中心由经过载人标准评定的地球同步卫星运载火箭3型运载火箭（Human Rated Launch Vehicle Mark-3, HLVM3）发射，并进入170 x 408公里的初始轨道。随后将在第三圈绕地飞行时抬升至近圆轨道。着陆阶段将遵循与TV-D1任务相同的模式。
此次任务后，ISRO还会再进行四次中止测试任务。这些任务将在搭载有类人型机器人“维约米特拉”的加冈扬2号任务发射之前进行，而该机器人后来被决定亦将在加冈扬1号上搭载飞行。

## 书目
- Jones, Andrew. . Space News. 2021-02-23.
- PTI. . 2021-06-28  [2024-04-03]. （原始内容存档于2022-11-09）. |journal=被忽略 (帮助)
- Kumar, Chethan. . 2022-04-28  [2024-04-03]. （原始内容存档于2023-03-02）. |journal=被忽略 (帮助)
- Kumar, Chenthan. . 2022-04-29  [2024-04-03]. （原始内容存档于2023-10-11）. |journal=被忽略 (帮助)
- Bagla, Pallava. . 2022-05-18  [2024-04-03]. （原始内容存档于2023-03-02）. |journal=被忽略 (帮助)
- TNN. . 2022-07-01  [2024-04-03]. （原始内容存档于2022-10-20）. |journal=被忽略 (帮助)
- ANI. . 2022-09-13  [2024-04-03]. （原始内容存档于2022-10-07）. |journal=被忽略 (帮助)
- Ramesh, Sandhya. . ThePrint. 4 December 2022  [6 December 2022]. （原始内容存档于2022-12-23）.
- . 2022-12-21  [2024-04-03]. （原始内容存档于2022-12-22）. |journal=被忽略 (帮助)
- . 2023-03-16  [2024-04-03]. （原始内容存档于2023-10-10）.